# Václav Klofáč

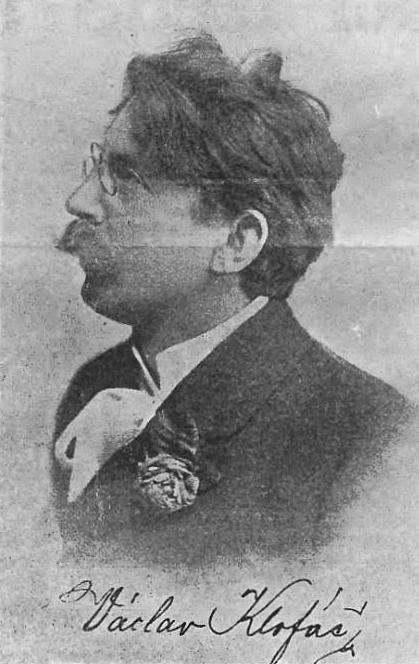
Václav Klofáč (przed 1906)

Václav Jaroslav Klofáč (ur. 21 września 1868, zm. 10 lipca 1942) – czeski polityk i dziennikarz, jeden z założycieli partii narodowo-socjalistycznej (1897), w latach 1914–1917 przebywał w więzieniu nakazem władz austriackich. Od lipca do listopada 1918 wchodził w skład Komitetu Narodowego w Pradze, był jednym z organizatorów przejęcia rządów i proklamowania niepodległej Czechosłowacji. W nowym rządzie objął tekę ministra obrony (1918-1920), a następnie został przewodniczącym senatu (1926-1938).